# Bellavista (Bernina)
El Bellavista o, en italiano, Pizzo Bellavista es una montaña en la frontera entre Italia y Suiza en la localidad de Pontresina. Se encuentra al oeste del Piz Palü, separado de este último por la Fuorcla Bellavista. Está formado por cuatro cimas (de este a oeste: 3.799 m s. n. m., 3.888 m, 3.890 m y 3.922 m. Al oeste de la montaña se encuentra la Fuorcla dal Zupò (3.846 m), que a su vez está al norte del Pizzo Zupò.
La primera travesía de los cuatro picos la hizo Emil Burckhardt y Hans Grass el 10 de septiembre de 1868. C. C. Branch y B. Wainewright con el guía Martin Schocher hicieron la primera travesía de los picos Bellavista y los tres picos del cercano Piz Palü el 19 de agosto de 1889.
Bellavista forma parte del subgrupo alpino "Grupo del Zupò" (código II/A-15.III.A.1.d). Pertenece a la gran parte Alpes orientales, gran sector Alpes centrales del este, sección Alpes Réticos occidentales, subsección Alpes del Bernina, supergrupo Cadena Bernina-Scalino, grupo Macizo de la Bernina.